# Zygwin (biskup kamieński)
Zygwin, Sygwin (ur. ?, zm. po 1219) – duchowny rzymskokatolicki, biskup kamieński.

## Biografia
W 1191 wybrany biskupem kamieńskim, co zatwierdził w 1202 papież Innocenty III. Brak informacji kiedy i od kogo przyjął sakrę biskupią.
Używał tytułu biskupa kamieńskiego, tylko okazjonalnie podpisując się jako biskup pomorski. Pozostawał pod wpływem książąt pomorskich Bogusława II i Kazimierza II. Walczył z arcybiskupem magdeburskim, który chciał włączyć diecezję kamieńską do swojej prowincji kościelnej. Konflikt ten zakończyła bulla papieża Honoriusza III z 1217, która uznawała egzempcję biskupa kamieńskiego. Biskup Zygwin uznawany jest za sprawnego administratora.
W 1219 z powodu podeszłego wieku oraz złego stanu zdrowia zrezygnował z biskupstwa, na co wyraził zgodę papież Honoriusz III. Biskup Zygwin zmarł niedługo po abdykacji.